# Дойче-банк-парк
Дойче Банк-Парк (нім. Deutsche Bank Park) — футбольний стадіон у німецькому місті Франкфурт-на-Майні. Відкритий 1925 року. Стадіон є домашньою ареною футбольного клубу «Айнтрахт».
Американський поп-співак Майкл Джексон під час його Dangerous World Tour дав тут концерт, що відбувся 28 серпня 1992.